# الحزب الشيوعي النيبالي (الماركسي - اللينيني الموحد)

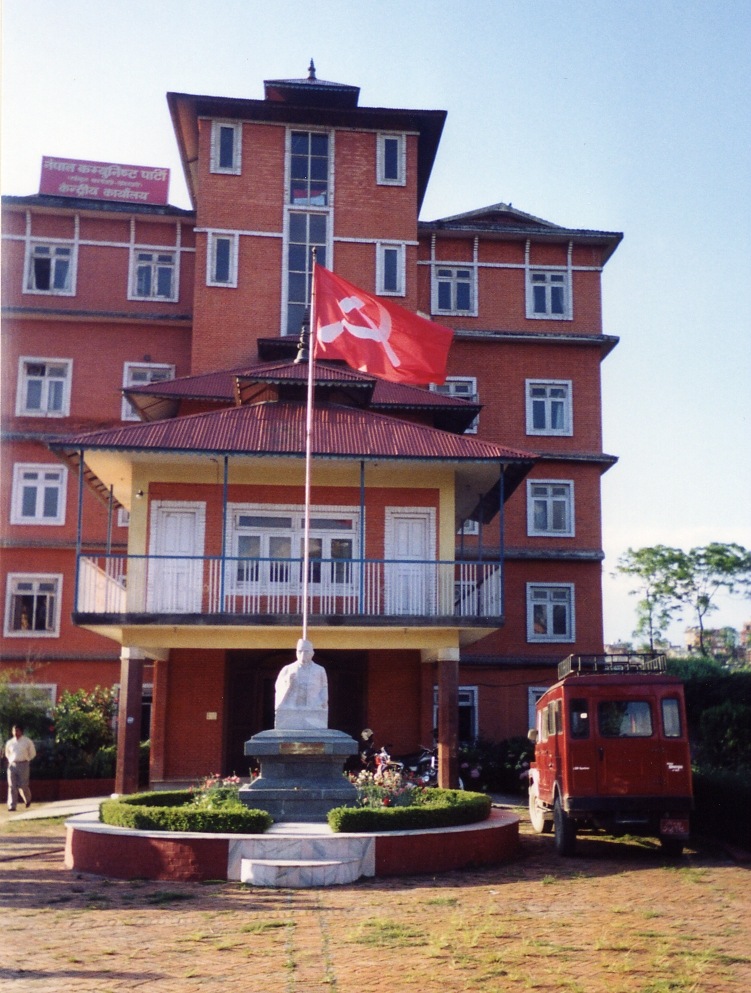
المكتب المركزي للحزب

حزب شيوعي نيبال (الماركسي - اللينيني الموحد) هو حزب سياسي شيوعي في نيبال. تأسس الحزب في عام 1990 بواسطة دمج الحزب الشيوعي النيبالي (الماركسي - اللينيني) مع الحزب الشيوعي النيبالي (الماركسي).
رئيس الحزب هو جهالاناث خانال. في الانتخابات البرلمانية لعام 1999 حصل الحزب على 734568 صوتا (31.61%, 71 مقعد).

## مواقع خارجية
- www.cpnuml.org